# Konstantin Antonowitsch Petrschak
Konstantin Antonowitsch Petrschak (russisch Константин Антонович Петржак; * 4. Juli 1907 in Łuków, Polen; † 10. Oktober 1998, Sankt Petersburg) war einer der Begründer der sowjetischen Kernphysik. Zusammen mit Georgi Flerow entdeckte er die von Niels Bohr und John Wheeler vorausgesagte spontane Kernspaltung.